# Зинон Папанастасиу
Зинон Папанастасиу (на гръцки: Ζήνων Παπαναστασίου) е виден гръцки общественик, бизнесмен и дарител.

## Биография
Роден е в малкото южномакедонско градче Велвендо в 1868 година. Още като малък напуска родния си град и заминава за Атина, където учи сладкарство.
С времето успява да развие голям бизнес. Подпомага много хора и особено свои съграждани без средства, които учат в Атина. В завещанието си Папанастасиу оставя на велвендската община пететажна сграда на площад „Канингос“ 17 и учредява фонд за поддържане на училищните сгради, осигуряване на училищата с материали, поддръжка на ученици от бедни семейства и изпращане на студенти в Атина и Солун, където да се обучават в специалности, полезни за общината.
Общинският съвет го обявява за „Голям благодетел“ и в 1962 година на главния площад в града е издигнат негов бюст.